# The Yellow Monkey
The Yellow Monkey (Español: El Mono Amarillo) es una banda del Hard rock japonesa, que se disolvió temporalmente en el año 2004 hasta el año 2016, cuando retomó su andadura. Se trata de una banda muy popular y querida, tanto en su país de origen como fuera de él. Ha grabado numerosas canciones que van del género rock pesado a baladas. The Yellow Monkey emergió en la escena del rock en 1989. Con millones de álbumes vendidos, algunas actuaciones en Nippon Budokan y también un concierto one-man en Tokyo Dome en 2001 la banda alcanzó un gran éxito internacional. Su canción TACTICS, lanzada en 1996, fue utilizada como el primer tema de cierre del popular anime "Rurouni Kenshin".

## Inicios
Los primeros pasos de The Yellow Monkey (conocido por sus fanes como YeMon) comenzaron a finales de los ochenta. En esta época, los miembros eran Yoshii "Lovin" Kazuya, Hirose "Heesey" Youichi y Kikuchi "Annie" Eiji así como un vocalista cuya información es muy difícil de encontrar. Luego de que dicho vocalista abandonara el grupo, Kazuya decidió probar su voz cantando mientras el hermano mayor de Eiji, Hideaki se unía al grupo para tocar la guitarra. Es también en este momento cuando Kazuya decide pasar del bajo a la guitarra además de vocalista, luego de un tiempo, terminaría siendo el principal compositor del grupo.
Con la nueva formación consolidada, The Yellow Monkey hacía tours frecuentemente por el circuito underground y con el lanzamiento de su primer álbum, "Bunched Birth", la banda ganó mucha atención del público. Poco después la banda consiguió un contrato "major" con Columbia Music y lanzó su primer álbum major, "The Night Snails and Plastic Boogie", en 1992. A pesar de que la banda tuvo que hacer mucho para ser reconocida en los años siguientes, finalmente tendrían su recompensa y sus fanes crecerían exponencialmente.

## 1995 "Love communication" éxito internacional
En 1995, la banda comenzó a ganar mucha más popularidad y su sencillo "LOVE COMMUNICATION" debutó casi en lo más alto de las listas de Oricon. Además la última fecha de su tour tuvo lugar en el Nippon Budokan, que ya es un gran logro para cualquier banda. La banda también grabó un álbum en Londres y casi al final del año, The Yellow Monkey era un nombre bastante conocido.
El siguiente año, The Yellow Monkey da un concierto en Londres, y a su retorno en Japón, tuvo un tour gigante de 43 conciertos. Sin embargo, por algunos problemas que tenían con Columbia, cambian de discográfica y se unen a FUNHOUSE. El 22 de enero de 1997, el sexto álbum de la banda, "SICKS" sale a la venta y es discutiblemente el mejor álbum de They Yellow Monkey. Como sus lanzamientos previos, fue directo a la parte más alta de los rankings y su siguiente sencillo, "BURN" vendió más de un millón de copias. Su canción Tactics fue también usada como primer tema ending del popular anime Rurouni Kenshin.
El 3 de abril del siguiente año, The Yellow Monkey inicia un tour sin precedentes con 113 fechas alrededor de Japón. En esta época la banda lanza también muchas de sus canciones en versión en inglés. Casi al final de 1998 se tomaron un descanso de su agotador tour para hacer otro viaje al Reino Unido.
Cuando volvieron a Japón, retomaron su tour y lo concluyeron en marzo. Luego de eso, la banda decide tomarse lo que queda del año de descanso, pero no tardaron mucho en volver, es al final del año cuando The Yellow Monkey lanza un nuevo sencillo. El siguiente año la banda no tendría mucha actividad, sólo participaron en unos pocos eventos y festivales, pero también lanzaron su octavo álbum, "8" en el verano.

## Disolución de la banda y reencuentro
En el 2001, The Yellow Monkey anuncia un descanso de duración no determinada. Este descanso les permitió a algunos de los miembros adentrarse en proyectos en solitario. Kazuya se cambió el nombre a Yoshii-Lovinson y Hirose comenzó una banda conocida como Heesey with Dudes.
Es el 7 de julio de 2004, cuando The Yellow Monkey se separa oficialmente. Mientras los exmiembros han hecho varios proyectos únicos en solitario, sus fanes siguen esperando el momento en que los 4 se reúnan y vuelvan una vez más a ser YeMon.
En el año 2016 la banda vuelve a unirse y saca su nuevo sencillo "Alright".

## Integrantes
- Vocal: Kazuya 'Lovin' Yoshii
- Guitarra: Hideaki 'Emma' Kikuchi
- Bajo: Youichi 'Heesey' Hirose
- Batería: Eiji 'Annie' Kikuchi

## Discografía

### Discos de Estudio
- 2000-07-26 8
- 1998-03-04 PUNCH DRUNKARD
- 1997-01-22 SICKS
- 1995-11-01 FOUR SEASONS
- 1995-02-01 smile
- 1994-03-01 jaguar hard pain
- 1993-03-01 EXPERIENCE MOVIE
- 1992-06-21 THE NIGHT SNAILS AND PLASTIC BOOGIE
- 1991-07-21 BUNCHED BIRTH

### Recopilatorios
- 2004-12-08 Mother of all the best
- 2001-06-13 GOLDEN YEARS Singles 1996-2001
- 2001-03-01 TRIAD YEARS act I & act II
- 1999-05-26 SO ALIVE (Live)
- 1997-04-19 TRIAD YEARS act II
- 1996-12-07 TRIAD YEARS act I

### VHS/DVD
- 2010-01-22 COMPLETE SICKS
- 2005-12-23 Live Teikoku
- 2000-12-09 life Time - SCREEN ~tsuioku no ginmaku~ life Time ・SCREEN ～追憶の銀幕～
- 2000-12-09 CHERRY BLOSSOM REVOLUTION -Live at BUDOKAN-
- 2000-12-09 CLIPS Video Collection 1992~1996
- 2000-12-09 TRUE MIND TOUR'95-'96 FOR SEASON:in motion
- 2000-12-09 BLUE FILM
- 2000-12-09 RED TAPE tour 1997 Fix the sicks RED TAPE TOUR 1997 FIX THE SICKS～紫の炎～
- 2000-12-09 mekara uroko 7 メカラ ウロコ 7
- 2000-12-09 CLIPS 2 Video Collection 1996~1998
- 2000-12-09 PUNCH DRUNKARD TOUR 1998/99 FINAL 3.10 Yokohama Arena PUNCH DRUNKARD TOUR 1998/99. *FINAL 3.10 横浜アリーナ
- 2000-12-09 JAGUAR HARD PAIN LIVE '94
- 2000-12-09 SPRING TOUR
- 1997-12-17 PURPLE DISC

### Boxsets
- 2009-12-09 Mekara Uroko LIVE DVD BOX メカラ　ウロコ・LIVE
- 2004-12-08 CLIP BOX
- 2004-12-08 LIVE BOX

### Sencillos
- 2001-01-31 PRIMAL
- 2000-11-01 BRILLANT WORLD
- 2000-07-12 Pearl パール
- 2000-04-05 SHOCK HEARTS
- 2000-01-26 seinaru umi to Sunshine
- 1999-12-08 barairo no hibi
- 1999-03-03 So Young
- 1998-10-21 MY WINDING ROAD
- 1998-07-31 Sugar Fix
- 1998-06-03 hana reru na
- 1998-02-04 kyûkon
- 1997-07-24 BURN
- 1997-04-19 LOVE LOVE SHOW
- 1996-11-25 rakuen
- 1996-07-10 Spark
- 1996-02-29 JAM / TACTICS
- 1995-09-30 Taiyo ga Moeteiru 太陽が燃えている
- 1995-06-21 tsuioku no Mermaid
- 1995-03-01 nagekunari waga yoru no Fantasy
- 1995-01-21 Love Communication
- 1994-07-21 nettai ya
- 1994-02-21 kanashiki Asian Boy
- 1993-03-01 avant-garde de iko yo アバンギャルドで行こうよ
- 1992-05-21 Romantist Taste